# Ferrell-Nunatak
Der Ferrell-Nunatak ist ein 1615 m hoher Nunatak im westantarktischen Queen Elizabeth Land. In der Neptune Range der Pensacola Mountains durchstößt er 8 km nordöstlich des Elmers-Nunatak die Eismassen des Iroquois-Plateaus.
Der United States Geological Survey kartierte ihn mittels eigener Vermessungen und Luftaufnahmen der United States Navy aus den Jahren von 1955 bis 1966. Das Advisory Committee on Antarctic Names benannte ihn 1968 nach James T. Ferrell, Baumechaniker auf der Ellsworth-Station im antarktischen Winter 1958.